# Eleuthera
Eleuthera ist eine Insel der Bahamas, die 80 km östlich von Nassau liegt.
Sie ist rund 180 km lang und an manchen Stellen weniger als einen Kilometer breit. Die Bevölkerungszahl beträgt rund 7800 (Stand: 2010). Der Name „Eleuthera“ stammt von der weiblichen Form des griechischen Worts ελεύθερος eléutheros ‚frei‘.
Die Urbevölkerung aus arawakischen Taíno-Indianern wurde größtenteils von den Spaniern für die Minenarbeit deportiert, wo die überwiegende Mehrzahl um 1550 starb. Die Inseln gelten bis zur ersten europäischen Besiedelung als unbesetzt; puritanische Pilger kamen 1648 von Bermuda auf die Insel. Sie gaben der Insel auch ihren heutigen Namen. Einige Menschen glauben, dass Christoph Kolumbus zuallererst auf Eleuthera landete.
Die Insel war zwischen 1950 und 1980 recht wohlhabend und zog zahlreiche amerikanische Industrielle an, wie Arthur Vining Davis, Henry John Kaiser und Juan Tripp. Weitere berühmte Besucher waren auch Filmstars wie Robert De Niro oder Prinz Charles sowie die schwangere Prinzessin Diana.
Durch die Unabhängigkeit der Bahamas 1973 wurden alle großen Resorts und Plantagen verlassen und an von der Regierung der Bahamas favorisierte Interessenten verkauft. Bedingt durch die Wirren des neu entstehenden Staates schlugen die neuen wirtschaftlichen Bestrebungen jedoch fehl.
Die Arbeitslosigkeit auf der Insel beträgt fast 80 %, die restlichen 20 % arbeiten überwiegend in öffentlichen Bereichen sowie in einem wachsenden Markt für Zweitwohnsitze.
Naturschönheiten sind die Glass Window Bridge, die Hatchet-Bay-Höhlen und der Surfer’s Beach im Norden sowie das Ocean Hole und der Lighthouse Beach am Südende. Mittlerweile hat man auch festgestellt, dass die Insel Eleuthera eines der Überwinterungsquartiere des seltenen Michiganwaldsängers ist, der in einem kleinen Gebiet im US-amerikanischen Bundesstaat Michigan brütet und der zu den Vogelarten mit einem der kleinsten kontinentalen Brutgebiete gehört. Derzeit laufen weitere Untersuchungen mit dem Ziel, die Hauptüberwinterungsgebiete dieser bedrohten Vogelart unter Schutz zu stellen.
Die meisten Einwohner finden sich in Governor’s Harbour (dem administrativen Zentrum der Insel), Rock Sound, Tarpum Bay (dem letzten Fischerdorf). Harbour Island mit seinen unüblichen rosaroten Sandstränden und Spanish Wells. Die Insel ist vor allem auch für die Qualität ihrer Ananas bekannt und hält ein jährliches Ananas-Festival in Gregory Town ab.
Lenny Kravitz hat einen Zweitwohnsitz auf Eleuthera.